# Ordoño IV
Pour les articles homonymes, voir Ordoño.
Ordoño IV de León dit le Mauvais (espagnol: El Malo) (né vers 925 - Cordoue en décembre 962 ou 963), fut roi de León, des Asturies et de Galice de 958 à 960. Il est le fils unique du roi Alphonse IV le Moine et de son épouse, la princesse navarrais Oneca Sánchez. Sa fille Velasquita épousa le roi Bermude II.

## Biographie
Il est décrit comme un gouvernant mesquin et égoïste, ce qui lui valut le surnom d'Ordoño le Mauvais. 
Ferdinand González de Castille lui fait épouser en 957 sa fille Urraca, veuve d'Ordoño III de León, et tente de l'imposer sur le trône en janvier/février 958 alors que le roi Sanche Ier de León se trouve à Cordoue. Au retour de Sanche Ier après juin 960, il est détrôné et Fernand González brièvement emprisonné. Ordoño se réfugie alors dans le Califat de Cordoue où il essaie vainement d'obtenir le concours d'Abd al-Rahman III pour reconquérir son royaume. Il meurt à Cordoue.